# حمزة الدردور
حمزة علي خالد الدردور (مواليد 12 مايو 1991) هو لاعب كرة قدم أردني يلعب كمهاجم لصالح نادي الرمثا الرياضي والمنتحب الأردني. ويعتبر الدردور من أفضل لاعبي مركز الهجوم في الكرة الأردنيه حاليا، ويعتبر خليفة اللاعب بدران الشقران.
رغم صغر سنه الا انه احترف في الدوري السعودي في 3 مناسبات مع نجران والخليج والفيصلي وخاض التجربة الاحترافيه الرابعه في الدوري الكويتي مع نادي الكويت ويخوض التجربة الآن مهاجماً في نادي الرمثا الأردني.
وشارك أيضا مع المنتخب الأردني في العديد من المباريات الرسمية والودية.ويلعب الآن مع نادي الحسين إربد .

## تألقه في كأس آسيا 2015
تألق حمزة الدردور مع المنتخب الأردني حيث سجل (سوبر هاتريك) أي أربعة أهداف في مرمى المنتخب الفلسطيني وجاء في المركز الثاني على سلم ترتيب الهدافين في كأس آسيا 2015 خلف المهاجم الإماراتي علي مبخوت.

## الانتقالات
اتتقل اللاعب حمزة الدردور إلى عدد من الاندية  والخليجية والخليجية
| التاريخ    | النوع        | نقل من      | نقل الى     |
| ---------- | ------------ | ----------- | ----------- |
| 2023/01/19 | إنتقال       | الرمثا      | الحسين      |
| 2020/01/02 | توقيع عقد    |             | الرمثا      |
| 2019/12/30 | إنهاء عقد    | الوحدات     |             |
| 2017/7/8   | إنتقال       | الرمثا      | الوحدات     |
| 2016/8/10  | إنهاء عقد    | الفيصلي     |             |
| 2016/8/10  | إعارة        | الفيصلي     | الكويت      |
| 2016/6/25  | توقيع عقد    |             | الرمثا      |
| 2016/6/15  | إنتهاء إعارة | الكويت      | الفيصلي     |
| 2015/8/30  | توقيع عقد    |             | الفيصلي     |
| 2015/6/1   | إنتهاء عقد   | الخليج      |             |
| 2014/7/19  | إنتقال       | الرمثا      | الخليج      |
| 2013/7/10  | إنتقال       | نجران       | الرمثا      |
| 2012/8/1   | إنتقال       | الرمثا      | نجران       |
| 2009/6/1   | إنتهاء إعارة | شباب الأردن | الرمثا      |
| 2009/1/1   | إنتقال       | الرمثا      | شباب الأردن |

## روابط خارجية
- حمزة الدردور على موقع الاتحاد الدولي (مؤرشف)  (الإنجليزية)
- حمزة الدردور على موقع قاعدة بيانات كرة القدم.إي يو (الإنجليزية)
- حمزة الدردور على موقع ناشيونال فوتبول تيمز (الإنجليزية)
- حمزة الدردور على موقع Soccerway.com (الإنجليزية)
- حمزة الدردور على موقع عالم كرة القدم.نت (الإنجليزية)